# 원귀

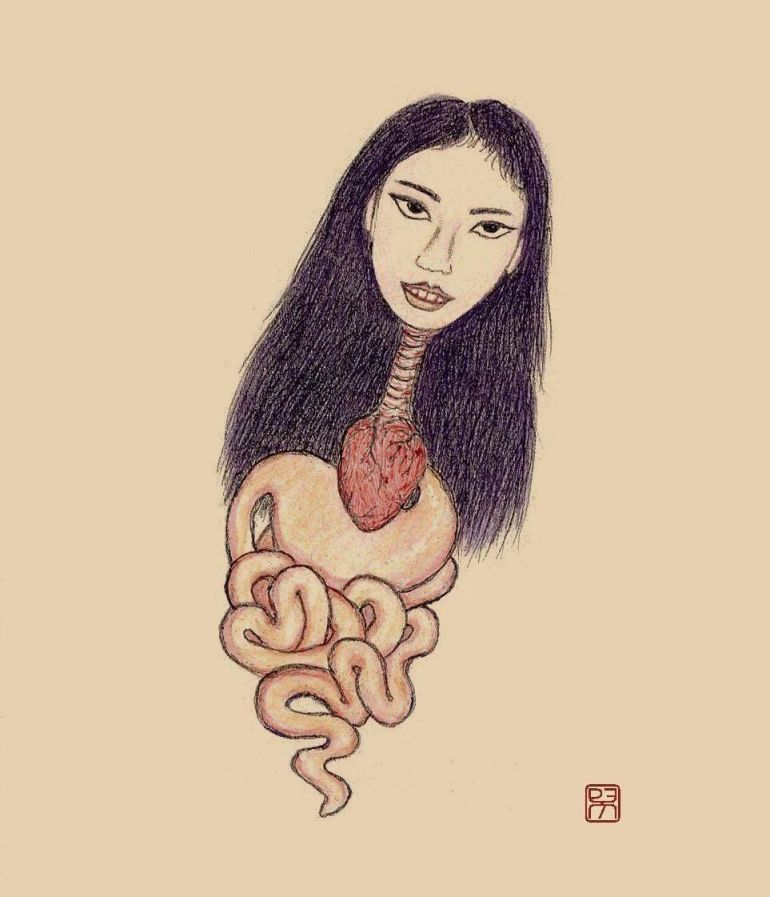
태국의 여자 원귀, 끄라스.

원귀(寃鬼)는 죽은 곡절이 잔혹하거나 부당하여 원한을 품은 귀신이다. 자기를 죽인 자에게 복수하고 싶어하거나 또는 무차별적으로 산 자에게 해악을 끼친다. 로마 신화의 레무레스, 일본의 원령 등 원귀의 성격을 가진 존재는 전 세계적으로 발견된다. 적절한 절차에 따른 장례를 받지 못한 귀신도 원귀가 된다고 하여 매장, 화장 등 문화권마다 적절한 방식의 장례를 치르는 것이 중요하게 여겨져 왔다.

## 같이 보기
- 구마 (종교)
- 제사